# Alagoinhas Atlético Clube
El Alagoinhas Atlético Clube es un equipo de fútbol de Brasil que juega en el Campeonato Baiano, la primera división del estado de Bahía; y en el Campeonato Brasileño de Serie D, la cuarta división nacional. El club se ubica entre los mejores 150 en la clasificación de la Confederación Brasileña de Fútbol.

## Historia
Fue fundado el 2 de abril de 1970 en la ciudad de Alagoinhas en el estado de Bahía por un grupo de deportistas para jugar en el Campeonato Baiano.
Un año después juega por primera vez en el Campeonato Brasileño de Serie B, la segunda división nacional, en donde superó la primera ronda como ganador de grupo, pero fue eliminado en la segunda ronda como tercer lugar del grupo por detrás del Sampaio Corrêa FC del estado de Maranhao y el SE Tiradentes del estado de Piauí.
En 1973 clasificó a su primera final estadual tras ganar el cuadrangular final de la primera fase. Enfrentó en la gran final al Bahia (ganador de la segunda fase). El resultado fue de 2 a 0 en contra, lo que supuso su primer subcampeonato del Campeonato Baiano.
En 1981 fue uno de los equipos fundadores del Campeonato Brasileño de Serie C, donde eliminó en la primera ronda al Centro Sportivo Capelense del estado de Alagoas en penales; pero fue eliminado en la segunda ronda por el Guaraní del estado de Minas Gerais. Dos años después juega en el Campeonato Brasileño de Serie B por segunda ocasión  en donde fue eliminado en la primera ronda por el Central Sport Club del estado de Pernambuco por marcador de 2-4.
En 1988 participa por segunda ocasión en el Campeonato Brasileño de Serie C donde es eliminado en la segunda ronda finalizando en el lugar 24 entre 43 equipos. Pasaron 16 años para que el Alagoinhas Atlético Clube regresara a un torneo nacional cuando regresó al Campeonato Brasileño de Serie C en donde fue eliminado en la primera ronda por el AD Confiança y el Club Sportivo Sergipe, ambos del estado de Sergipe finalizando en el lugar 34 entre 60 equipos.
Tres años después vuelve a jugar en la tercera división nacional donde es eliminado en la primera ronda terminando en el lugar 49 entre 64 equipos. Un año después regresa por cuarta ocasión a la Serie C en donde es nuevamente eliminado en la primera ronda y terminó en el lugar 43 entre 63 equipos.
En 2009 es uno de los equipos fundadores del Campeonato Brasileño de Serie D, la cuarta división nacional, como uno de los dos equipos del estado de Bahía. En este caso fue eliminado en la primera ronda como último lugar de su grupo y terminó en el lugar 37 entre 39 equipos.
En 2019 finalizó en tercer lugar en el Campeonato Baiano, lo que le dio la clasificación al Campeonato Brasileño de Serie D por segunda ocasión y su retorno a los torneos nacionales tras 11 años de ausencia.
En 2020 logró ser subcampeón del Campeonato Baiano tras perder en la final ante Bahia por 7 a 6 en penales, así logró ser subcampeón después de 47 años, lo que le dio la clasificación al Campeonato Brasileño de Serie D por tercera ocasión y segunda consecutiva.
En 2021 disputó la final Campeonato Baiano tras eliminar en semifinales al Juazeirense en tanda de penales por 3 a 2. En la final se enfrentó al Bahia de Feira, empatando en el partido de ida en casa por 2 a 2. En el partido de vuelta ganó por 3 a 2 tras empezar perdiendo. Este resultado permitió que sea campeón por primera vez del Campeonato Baiano. Al año siguiente se consagró bicampeón estatal tras vencer en la final al Jacuipense, siendo el segundo equipo fuera de la ciudad de Salvador en conseguir dos títulos en años consecutivos, 99 años después que Botafogo de Senhor do Bonfim lo lograra por primera y única vez.

## Entrenadores
- Paulo Sales (noviembre de 2019-febrero de 2020)[17][18]
- Arnaldo Lira (febrero de 2020-?)[18]
- Agnaldo Liz (junio de 2020-octubre de 2020)[19][20]
- Zé Carijé (interino- ?-diciembre de 2020)[21]
- Barbosinha (diciembre de 2020-?)[21]
- Estevam Soares (febrero de 2021-marzo de 2021)[22][23]
- Zé Carijé (interino- marzo de 2021-abril de 2021)[23][24]
- Sérgio Araújo (abril de 2021-junio de 2021)[24][25]
- Agnaldo Liz (junio de 2021-?)[26]
- Zé Carijé (?-junio de 2022)[27]
- Renna (interino- junio de 2022-2022)[27]
- Agnaldo Liz (noviembre de 2022-enero de 2023)[28]
- Zé Carijé (interino- enero de 2023-febrero de 2023)[28]
- Rodrigo Chagas (febrero de 2023-presente)[2]

## Palmarés
- Campeonato Baiano: 2

2021, 2022
- Campeonato Baiano Serie B: 1

2018